# واکاندا (واشینگتن)
واکاندا (به انگلیسی: Wauconda) یک منطقهٔ مسکونی در ایالات متحده آمریکا است که در شهرستان اوکانوگان، واشینگتن واقع شده‌است. واکاندا ۲۲۶ نفر جمعیت دارد و ۱٬۰۸۹٫۹۸ متر بالاتر از سطح دریا واقع شده‌است.